# 知花武彦
知花 武彦（ちばな たけひこ、1975年11月6日 - ）は、沖縄県出身の元バスケットボール選手である。ポジションはポイントガード。180cm、80kg。

## 来歴
与勝中学校から福大大濠高校に進み、インターハイ準優勝・ウィンターカップ優勝を経験。
その後、明治大学を経て、トヨタ自動車に入社。 
2000年にはアジアバスケットボールリーグに出場する日本代表に選出。
2004年引退。
2006年、トヨタ自動車女子チームアシスタントコーチに就任。
2008年、総括に回る。
2010年、コーチに復帰。2013年退任。
2014年 環太平洋大学監督に就任。2017年まで務めた。
2017年、バスケットボール女子日本代表のアシスタントコーチに就任
2019年、トヨタ紡織サンシャインラビッツコーチ就任。
2021年、トヨタ紡織のヘッドコーチに就任。2022年11月21日付でアソシエイトヘッドコーチに。
2023年退団

## 経歴
- 福大大濠高 - 明治大学 - トヨタ自動車(1998年〜2004年)

## 日本代表歴
- 2000アジアバスケットボールリーグ